# Mathiston
Mathiston – miasto w Stanach Zjednoczonych, w stanie Missisipi, w hrabstwie Webster.